# Coccophagus concinnus
Coccophagus concinnus is een vliesvleugelig insect uit de familie Aphelinidae. De wetenschappelijke naam is voor het eerst geldig gepubliceerd in 1963 door De Santis.